# Sing a Song (愛内里菜の曲)
「Sing a Song」（シング・ア・ソング）は、日本の歌手・愛内里菜の2作目の配信限定シングル。

## 概要
- デビュー11年目の第2弾作品として、前作「GOOD DAYS」に続き、デジタル配信限定形態でのリリース。
- 2ヶ月連続リリース。
- 歌を作り始めた時の事を思って書いた歌詞である。
- 歌詞中の「Sha La La La」はデビュー曲のデモテープのサビにあった部分を入れて記しておこうと思って書いた。

## 収録曲
1. Sing a Song
  - 作詞：愛内里菜 / 作曲：大野愛果 / 編曲：葉山たけし

## 参加ミュージシャン
- 愛内里菜：Vocal
- 葉山たけし：Guitar、Bass
- 大楠雄蔵：Keyboards、Organ

## 収録アルバム
- LAST SCENE